# プレオマイシン
もしかして
- フレオマイシン
- ブレオマイシン
- ペプレオマイシン
- カプレオマイシン

のいずれかではありませんか？

## 参考
フレオマイシンとブレオマイシンは共に、Streptomyces 属が産生するグリコペプチド系抗生物質であり、ペプレオマイシン（新名：ペプロマイシン）はその誘導体です。
ブレオマイシンとペプロマイシン（旧称：ペプレオマイシン）は、抗癌剤として用いられます。
カプレオマイシンは、日本未承認の抗結核薬です。